# Olga Żytowa
Olga Igoriewna Żytowa (ros. О́льга И́горевна Жи́това; ur. 25 lipca 1983 w Irkucku) – rosyjska siatkarka, grająca jako środkowa.
Obecnie występuje w drużynie Omiczka Omsk.

## Kluby
| Klub                      | Kraj  | Od        | Do        |
| Angara Irkuck             | Rosja | 1997–1998 | 2004–2005 |
| Dinamo-Jantar Kaliningrad | Rosja | 2005–2006 | 2009–2010 |
| Omiczka Omsk              | Rosja | 2010–2011 | ...       |